# Marion Carpenterová
Marion A. Carpenterová (nepřechýleně Carpenter; 6. března 1920 Saint Paul – 29. října 2002 Saint Paul) byla americká novinářská fotografka a jedna z prvních fotografek, která pracovala pro Washington, DC a Bílý dům a mohla cestovat s americkým prezidentem Harrym Trumanem. Jako žena fotografka prolomila stereotyp genderové role. V roce 1951 se Carpenterová vrátila do St. Paul v Minnesotě, kde pracovala jako zdravotní sestra, aby se postarala o svojí matku matku a syna. Zatímco se věnovala fotografii, v době své smrti ve věku 82 let byla v národní paměti málo známá. Po její smrti byla Carpenterová uznána jako průkopnice.

## Rodina a raná kariéra
Marion Carpenterová se narodila v St. Paul v Minnesotě jako dcera Lilliany B. Marion z Minnesoty a Harryho Carpentera z Avery County v Severní Karolíně. Její otec Harry Carpenter se přistěhoval ze Severní Karolíny, aby v Minnesotě pracoval jako dělník a kde se zároveň potkal s Lillianou. Vzali se a usadili se v St. Paul. Rodina ze strany jejího otce – Carpenterů – pocházela od Matthiase Carpentera (německý imigrant původně jménem Zimmermann) ze Severní Karolíny. Narodil se asi v letech 1750–1755 a zemřel v roce 1835 v Ashe County v Severní Karolíně (nyní součást Watauga County).
Jako dívka studovala Marion Carpenterová na místních školách a nejdříve plánovala být zdravotní sestrou. Jako sestra pracovala v letech 1942 až 1944. Kromě studia a práce se stala členkou fotografického spolku St. Paul Camera Club, kde se naučila základům fotografie. Zajímala se především o zpravodajskou fotografii.

## Fotografická kariéra

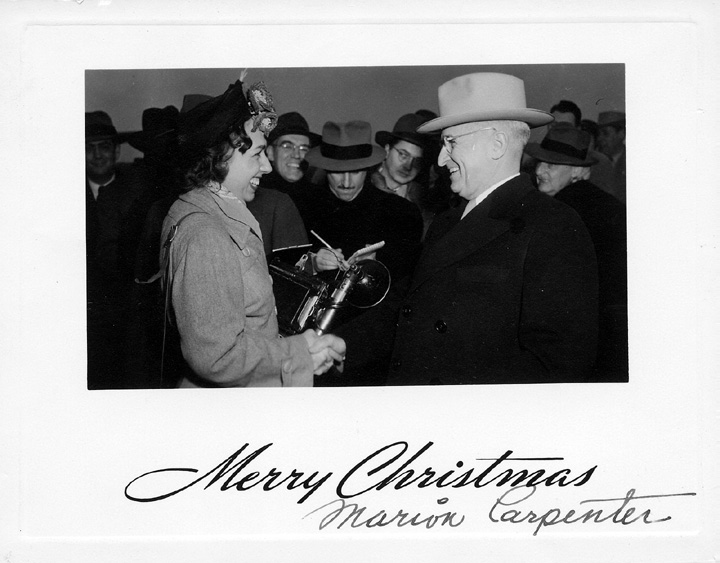
Vánoční přání z roku 1949 vytvořené Marion Carpenterovou pro prezidenta Trumana

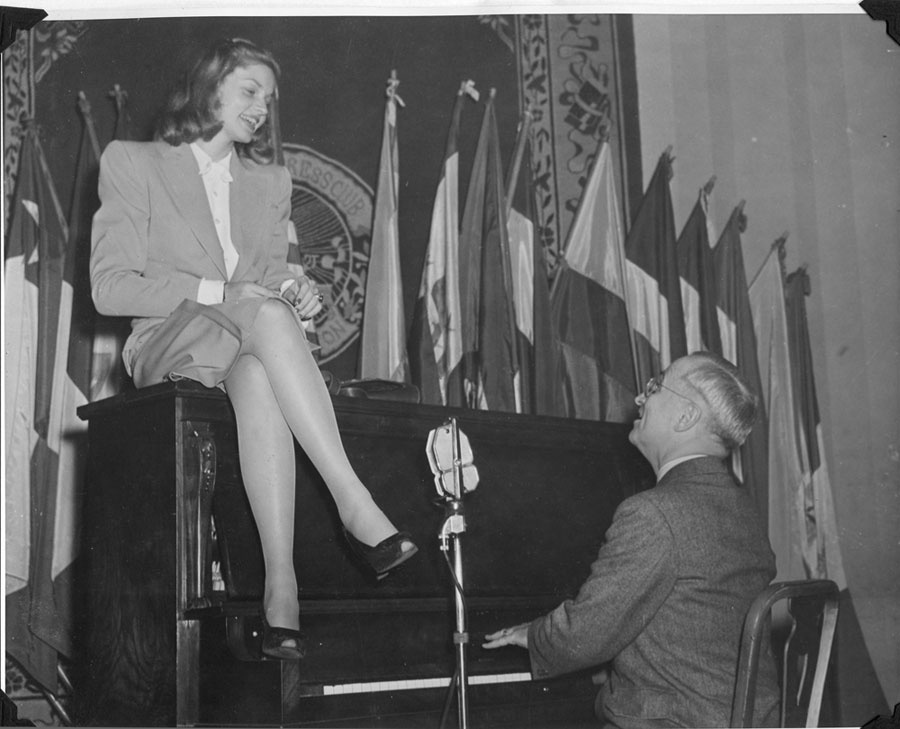
Marion Carpenter: Prezident Truman hraje na piano pro Lauren Bacallovou, 1945

V roce 1944 se Carpenterová přestěhovala do Washingtonu DC, kde začala pracovat pro Washington Times-Herald. Poté se přidala k syndikátu International News Photo (INP) jako fotografka se zvláštními úkoly. Kromě své práce v INP dělala také nezávislé portréty senátorů a zástupců. S přezdívkou „atletická brunetka“ sama byla někdy předmětem fotografií. Její práce se syndikátem INP byla jedním z faktorů při získávání vysoce ceněné práce v Bílém domě v roce 1945 jejímž prostřednictvím brzy vytvořila profesionální a srdečný vztah s americkým prezidentem Harrym S. Trumanem. Ve Washingtonu se stala známou „jako fotografka talentu a temperamentu“. Stala se první ženskou členkou Asociace fotografů Bílého domu. Byla jedinou novinářskou fotografkou, která mohla denně cestovat s prezidentem Trumanem.
Ve washingtonských kruzích byla neformálně nazývána „the Camera Girl“ a „the Photographer Girl“. Odolávala tomu, že byla „blahosklonná vůči klubu starých mužů“ a zachovala si svého ducha. V roce 1946 řekla reportérovi: „Musíte být schopni se ujmout,“ poté, co získala cenu za fotografii Trumana hrající na klavír pro Lauren Bacallovou. V té době, ani díky členství Carpenterové v Asociaci fotografů Bílého domu, nebyla ženám povolena účast na výroční večeři s prezidentem. Tato politika se nezměnila až do roku 1962.
Publikovala své fotografie také v časopisu Life, který byl velmi populární od 40. do 60. let dvacátého století. Například v čísle, které vyšlo 23. května 1949, měla Carpenterová devět z dvanácti snímků v článku o kalifornském senátorovi E. Georgi Luckeyovi.

## Manželství a rodina
Někteří spekulovali, že Marion mohla mít milostný poměr během jejího pobytu ve Washingtonu. Když byla tato záležitost odhalena, přišla o práci v Bílém domě.
Později se provdala za úspěšného námořního důstojníka a přestěhovala se s ním na západní pobřeží. Poté, co byla hospitalizována kvůli fyzickému zneužívání, rozhodla se manželství ukončit a rozvedla se s ním.
Carpenterová se vrátila do Washingtonu a začala opět sbírat kousek po kousku svou fotografickou kariéru. V roce 1949 se setkala s rozhlasovým hlasatelem Johnem Andersonem. Téhož roku se vzali a Carpenterová fotografovala jejich běžecký výlet. Přesunuli se do Denveru v Coloradu, kde porodila své jediné dítě, kterého pojmenovali Mjohn R. Anderson. Avšak i toto manželství mělo problémy. Koncem roku 1951, když bylo Carpenterové 31 let, skončilo i její druhé manželství a kariéra novinářské fotografky.

## Pozdější život
Pozdější život Carpenterové není dobře znám. Vrátila se z Denveru do St. Paul a pracovala jako zdravotní sestra. Během padesátých let, se vrátila do St. Paul Camera Clubu a později otevřela firmu se specializací na svatební fotografii. Podporovala svou matku až do její smrti v 70. letech. Také závodila s holuby a vystavovala německé ovčáky.
Svého syna Mjohna vedla velmi zodpovědně. V roce 1968 absolvoval Harding High School. Po odchodu z domova se zřejmě chtěl postavit na vlastní nohy. Odešel na západ a Carpenterová ho od té doby už nikdy neviděla. Stala se uzavřenou osobou v soukromí, která jen zřídka hovořila o svém minulém životě.
V roce 1997 město City of St. Paul rozhodlo o demolici jejího domu na ulici 1032 Conway Street na východní straně města. Carpenterová koupila malý dům na 1058 Margaret Street za své zbývající finanční prostředky a bydlela v malém sociálním bytě.

## Smrt
Carpenterová zemřela na přirozené příčiny; oficiální příčinou její smrti byl emfyzém. Zemřela doma, téměř na pokraji zoufalství a v samotě, kromě svého rotvajlera. Někteří z jejích nejbližších přátel si vzpomněli, že má syna a snažili se ho najít.
Její cenné fotografické vybavení, včetně více než tuctu jejích fotoaparátů, vybavení tmavé komory, difuzory a světla, její fotografie a několika dalších věcí, prodal při prodeji nemovitostí v březnu 2003 její syn Mjohn, který na naléhání přátel publikoval veřejně zprávu o smrti své matky. Z několika starších fotoaparátů se staly historické předměty, které tvoří fyzické dědictví. Její popel byl spolu s popelem její matky rozptýlen na farmě mezi Villardem a Glenwoodem v Minnesotě, kde trávila léta jako dítě. Udělal to její syn Mjohn, který také mnoho jejích fotografií daroval Trumanově knihovně.

## Dědictví
The St. Paul Camera Club založil na její počest každoroční soutěž „Marion Carpenter Award“ za nejlepší monochromatický novinářský snímek, známý také jako „Annual Monochrome Photojournalism Print Award.“